# Порт-д’Орлеан (станция метро)
«Порт-д'Орлеан» (фр. Porte d'Orléans) — станция линии 4 парижского метрополитена, расположенная в квартале Малый Монруж XIV округа Парижа. Названа по развязке с Периферик, образовавшейся на месте ликвидации одноимённой заставы стены Тьера в 1920-х годах.

## История
- Станция открылась 30 октября 1909 года в составе южного радиуса линии 4 (Распай — Порт д'Орлеан. До 23 марта 2013 года, когда линия 4 впервые вышла за пределы официальных границ Парижа, и там открылась станция "Мэри де Монруж", станция была конечной. В 2011 году вход на платформу для посадки в сторону Порт-де-Клиньянкур был оборудован автоматическими дверями.
- Пассажиропоток по станции по входу в 2011 году, по данным RATP, составил 9 598 097 человек[2]. Открытие в 2013 году станции "Мэри-де-Монруж" привело к кардинальному снижению пассажиропотока,[3] в результате чего в 2013 году на станцию вошли всего 6 598 073 пассажира (47 место по уровню входного пассажиропотока в Парижском метро)[4].

## Путевое развитие
Изначально при двух платформах на станции имелись три пути: крайний западный путь с боковой платформой был предназначен для высадки пассажиров, остальные два, возле островной платформы, — для посадки. В 2012—2013 году была проведена реконструкция станции с изменением конфигурации путевого развития, в результате которых выезд с разворотной петли на станцию и восточный путь были разобраны (заменены расширением восточной платформы (бывшей островной)), а сама разворотная петля превращена в тупик для отстоя составов. Средний путь превращён в транзитный для прибытия поездов из Монружа. Также въезд на бывшую петлю оборудован и с нового перегона Порт-д'Орлеан — Мэри-де-Монруж..

## Галерея

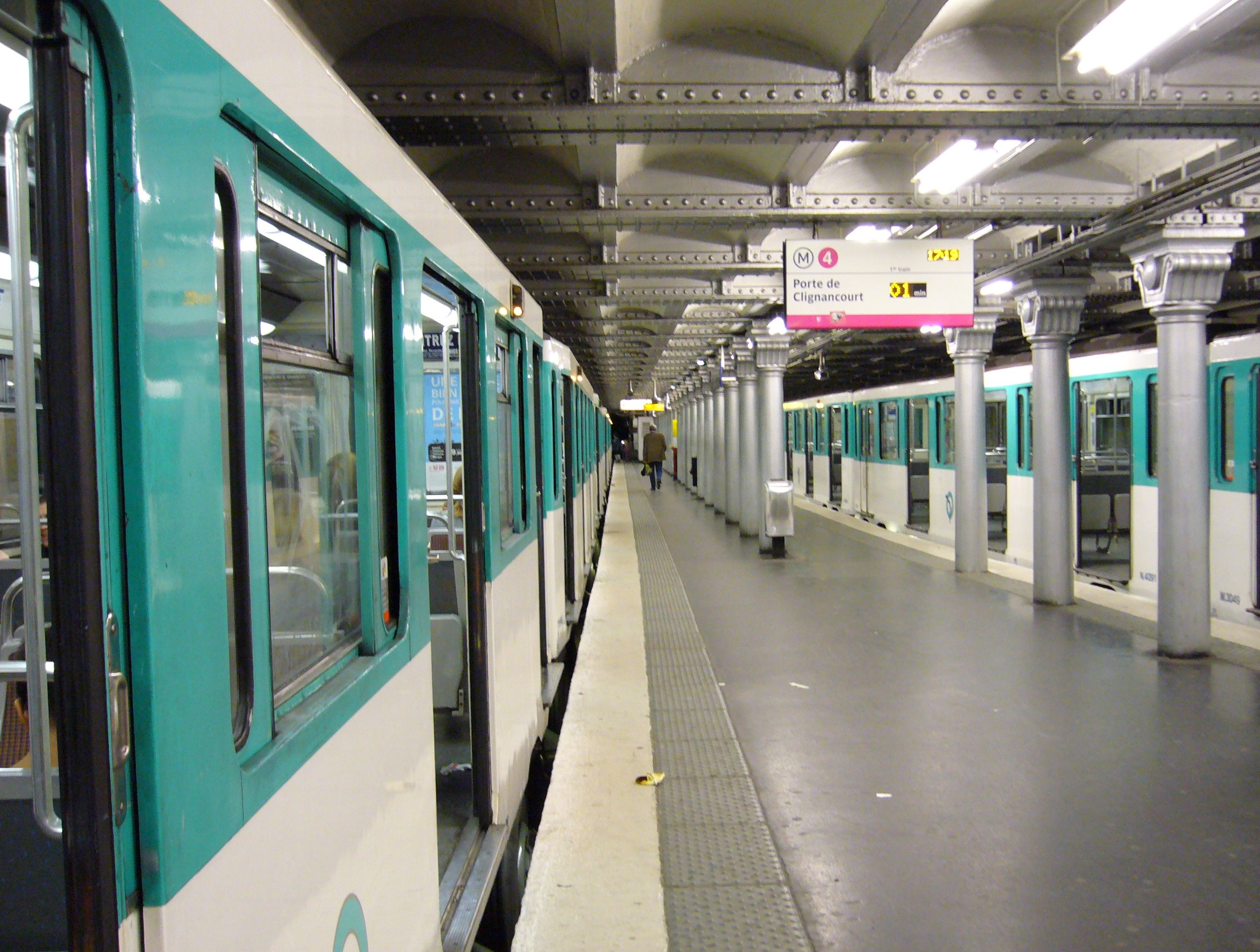
Вид платформы с поездами MP 59
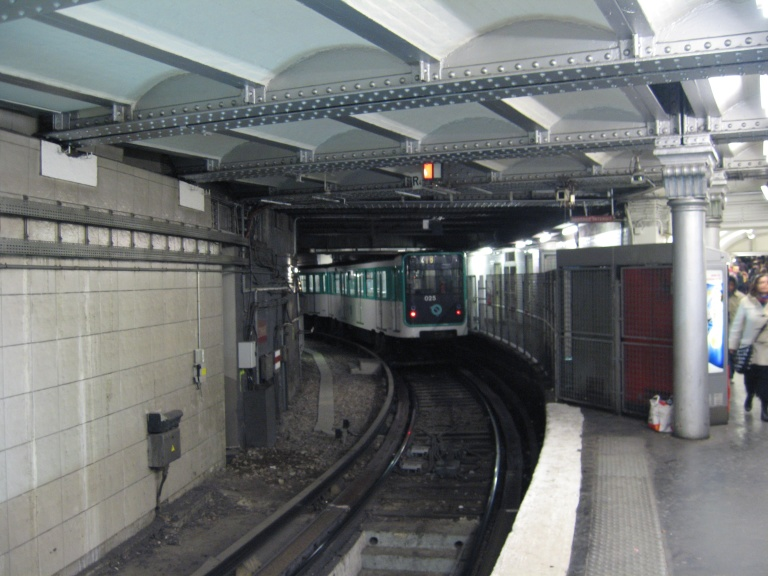
Состав MP 59 готовится к выезду с разворотной петли (в 2013 году путь разобран)